# Питирим (Нечаев)
Митрополи́т Питири́м (в миру Константи́н Влади́мирович Неча́ев; 8 января 1926, Козлов, Тамбовская губерния — 4 ноября 2003, Москва) — епископ Русской православной церкви (РПЦ), митрополит Волоколамский и Юрьевский.
С 1963 по 1994 год возглавлял издательский отдел Московской патриархии, в 1980-х бывший наиболее влиятельным и профессионально укомплектованным структурным подразделением патриархии и выполнявший, наряду с отделом внешних церковных сношений, внешнеполитические функции.
С Крещения Господня 1972 года до конца жизни регулярно служил в храме Воскресения Словущего на Успенском Вражке (Брюсов переулок, № 15/2). В конце 1980-х был заметной фигурой в московских интеллектуальных и музыкальных кругах. Никогда не был постоянным членом Священного синода, но в 1980-х годах считался одним из наиболее влиятельных иерархов РПЦ.

## Происхождение, детство, образование
Родился в семье приходского священника. Согласно семейному преданию, в числе его предков были клирики-миссионеры, сопровождавшие епископа Питирима, посланного в новую Тамбовскую епархию во второй половине 1680-х годов.
По окончании средней школы в 1943 году поступил в Московский институт инженеров транспорта, где отучился два курса.
В 1944 году стал одним из студентов первого набора открывшихся 14 июня в московском Новодевичьем монастыре Богословского института и Богословско-пастырских курсов, в 1946 году преобразованных в Московскую духовную академию и семинарию.
В 1945 году был замечен патриархом Алексием I и стал его иподиаконом.
В 1951 году окончил Академию со степенью кандидата богословия, оставлен профессорским стипендиатом по кафедрам патристики и разбора западных вероисповеданий. С 1951 преподавал историю и разбор западных вероисповеданий в МДА.
15 февраля 1952 года патриархом Алексием рукоположён во диакона.
В 1953 году получил звание доцента; 4 декабря 1954 года рукоположён во священника. Проходил пастырское служение в крестовом патриаршем храме.
С 1957 года — преподаватель Священного писания Нового Завета.

## Монашество
13 апреля 1959 года в Троице-Сергиевой лавре пострижен в монашество с именем Питирим. 8 октября того же года патриархом Алексием возведён в сан архимандрита и назначен инспектором Московской духовной академии и семинарии.
2 января 1962 года был назначен ответственным редактором «Журнала Московской Патриархии», официального органа РПЦ.
Постановлением патриарха и Священного синода от 14 мая 1963 года определено быть епископом Волоколамским, викарием Московской епархии, с назначением председателем издательского отдела Московской патриархии. 22 мая в Синодальном зале патриархии состоялось наречение во епископа.
Был духовным сыном преподобноисповедника схиархимандрита Севастиана Карагандинского.

## Архиерейство
14 мая 1963 года назначен председателем Издательского отдела и определён быть епископом Волоколамским
23 мая 1963 года, в Вознесение Господне, хиротонисан во епископа Волоколамского, викария Московской епархии за литургией в Богоявленском патриаршем соборе. Хиротонию совершали патриарх Алексий I, архиепископы Ярославский и Ростовский Никодим (Ротов), Можайский Леонид (Поляков), Калужский и Боровский Леонид (Лобачёв), Новгородский и Старорусский Сергий (Голубцов) и епископы Киприан (Зёрнов) Дмитровский и Донат (Щёголев).
23 мая 1963 года одновременно с хиротонией во епископа был назначен председателем издательского отдела Московского патриархата и оставался на этом посту более 30 лет — до 3 декабря 1994 года, когда в связи с преобразованием издательского отдела в издательский совет был освобождён от должности его председателя. За этот период численность сотрудников выросла с 20 до 173 штатных и более 300 внештатных сотрудников.
В 1964—1965 годах временно управлял Смоленской епархией и в 1968 году — Тамбовской епархией.
В ноябре 1971 года была образована английская редакция «Журнала Московской Патриархии», имевшая подписчиков более чем в 50 странах.
9 сентября 1971 года возведён в сан архиепископа.
Заботами архиепископа Питирима издательский отдел, ранее ютившийся под одной крышей с трапезным Успенским храмом Новодевичьего монастыря, получил в аренду здание на Погодинской улице, 20, с правом его реконструкции. Переезд состоялся осенью 1981 года. В новом здании, помимо чисто издательской деятельности, митрополит Питирим организовал работу отдела фотовыставок, киносъёмочной группы, отдела слайдфильмов, видеофильмов, звукозаписи, справочно-библиографического отдела, отдела переводов и др.. Дмитрий Поспеловский упрекал митрополита Питирима за недостаточное внимание к просвещению духовенства: «митрополит Волоколамский Питирим был озабочен чем угодно, только не нуждами верующих в религиозном просвещении. Он работал скорее на экспорт, выпуская грамзаписи церковных хоров и всевозможные роскошные альбомы, факсимильные издания старинных церковных книг и иногда служебники и настольные книги священнослужителя — все это незначительными тиражами вместо массовой просветительской литературы».
В 1971 году выступил в качестве одного из инициаторов и проводников решения Поместного собора о признании церковной реформы патриарха Никона «трагической ошибкой», отмене анафем на старообрядцев и признании старых русских обрядов спасительными и равночестными новым, в частности, о равной возможности употребления двоеперстия и троеперстия; сам совершал двуперстное крестное знамение.
В 1986 году занял полугосударственную должность члена правления Советского фонда культуры, основанную Раисой Горбачёвой, что стало первым случаем назначения деятеля Церкви на столь высокую должность за сорок лет. Стал сопровождать Михаила Горбачёва в некоторых международных поездках.
30 декабря 1986 года возведён в сан митрополита с титулом «Волоколамский и Юрьевский». По воспоминаниям сотрудника «Журнала Московской Патриархии» Вячеслава Овсянникова, инициатива изменения титула исходила от патриарха Пимена, который, присваивая звание митрополита, сказал: «Преосвященнейший, у вас должен быть двойной титул, если вы митрополит! Неудобно быть митрополиту с одним только титулом: „митрополит Волоколамский“!» И владыка ему ответил: «Вот, у нас есть Середа Юрьевская, там храм!» — «Прекрасно! Вы будете Волоколамский и Юрьевский!»
В 1987 году назначен председателем редакционной коллегии сборника «Богословские труды».
Добился открытия сначала одного храма Иосифо-Волоколамского монастыря, а затем и всего монастыря, настоятелем которого был назначен в 1989 году и оставался в этой должности до смерти.
17 марта 1989 года избран народным депутатом СССР от Советского фонда культуры. Был членом комитета Верховного Совета СССР по делам воинов-интернационалистов, членом комиссии Верховного Совета по вопросам депутатской этики. В 1990 году избран народным депутатом Московского областного Совета от Волоколамска.
7 июня 1990 года на Поместном соборе кандидатура митрополита Питирима была предложена в качестве одной из дополнительных к троим, избранным в качестве кандидатов на патриарший престол Архиерейским собором накануне, 6 июня. Получил поддержку 128 участников Собора из 316 — больше, чем прочие выдвинутые дополнительные кандидаты (митрополиты Филарет (Вахромеев) и Ювеналий (Поярков)), но меньше, чем было необходимо (половина голосов) для внесения в список для голосования. Согласно воспоминаниям сотрудника Издательского отдела Вячеслава Овсянникова, «был очень огорчен» своим поражением на выборах патриарха.
После провала ГКЧП в августе 1991 года священник Глеб Якунин, по ознакомлении с некоторыми документами в архиве КГБ СССР, опубликовал выписки из отчетов 5-го Управления КГБ о работе с агентами-сотрудниками Московской патриархии, в частности с агентом «Аббат», который однозначно отождествляется по хронике, напечатанной в «ЖМП», с Питиримом Нечаевым.
На Архиерейском соборе, собравшемся 29 ноября 1994 года, издательская деятельность вообще и ситуация в редакции «Журнала Московской Патриархии» в особенности была подвергнута детальной критике патриархом Алексием II. Собор принял решение «считать Издательский отдел Московского Патриархата исполнившим своё первоначальное предназначение и благодарить Председателя и коллектив сотрудников за многолетние и полезные труды на благо Святой Церкви». 3 декабря в связи с преобразованием издательского отдела в издательский совет освобождён от должности его председателя. 27 декабря освобождён от должности главного редактора «Журнала Московской Патриархии» и председателя редакционной коллегии сборника «Богословские труды».
В 2001 году организовал в МИИТе первую среди технических вузов России кафедру теологии.

## Смерть и похороны
Одно из последних публичных появлений владыки Питирима состоялось в пасхальную ночь с 26 на 27 апреля 2003 года, когда из-за болезни патриарха Алексия II он возглавил пасхальное богослужение в Храме Христа Спасителя. В тот же день ранее он принимал участие в чине Схождения Благодатного Огня в Иерусалиме, который и доставил в Москву к началу ночного пасхального богослужения.
В июне перенес тяжелую хирургическую операцию, но, несмотря на это, принял участие в торжествах, посвященных 100-летию канонизации преподобного Серафима Саровского, которые проходили летом того года в Сарове и Дивееве. По возвращении из поездки болезнь вновь обострилась, и митрополит Питирим в течение нескольких недель находился в госпитале. 12 октября его в госпитале посетил патриарх Алексий II.
Скончался 4 ноября 2003 года в Центральном военном госпитале после тяжёлой болезни. Перед кончиной принял схиму с именем священномученика Питирима, епископа Великопермского и Устьвымского.
5 и 6 ноября гроб с телом митрополита Питирима находился в храме Воскресения Словущего на Успенском вражке. В храме совершались заупокойные богослужения в течение этих двух дней, люди приходили, чтобы проститься с почившим.
Утром 7 ноября в Богоявленском кафедральном соборе была совершена заупокойная литургия по почившему, которую возглавил архиепископ Верейский Евгений (Решетников) в сослужении епископа Орехово-Зуевского Алексия (Фролова), Красногорского Саввы (Волкова) и Дмитровского Александра (Агрикова). После литургии Патриарх Алексий II в сослужении членов Священного Синода и собора архиереев совершил чин отпевания, перед которым произнёс надгробное слово, в котором отметил труды митрополита Питирима в его архипастырском и общественном служении. На отпевании присутствовали Полномочный представитель Президента РФ в Центральном федеральном округе Г. С. Полтавченко, мэр Москвы Ю. М. Лужков, члены правительства Москвы, представители органов власти и общественных организаций, деятели науки и культуры.
Похоронен на Даниловском кладбище Москвы, рядом с могилами родителей и родственников.
В марте 2004 года по инициативе ректора МИИТа Б. А. Лёвина был создан фонд «Наследие митрополита Питирима».
При содействии Московского метрополитена 26 октября 2005 года на могиле был торжественно открыт памятник митрополиту Питириму. Установлены также барельеф с его изображением в домовом храме МИИТа и гранитный крест в Иосифо-Волоцком монастыре в память всех его строителей и игуменов.
16 мая 2021 года на центральной площади города Волоколамска Московской области состоялось торжественное открытие памятника митрополиту Питириму.
Ежегодно организуются мемориальные «Питиримовские чтения».

## Предки и родственники
Одним из его предков был Николай (Доброхотов), епископ Тамбовский и Шацкий (1800—1864).
- Отец: Владимир Нечаев — священнослужитель, духовник Мичурина.
- Одна из сестёр: Ольга Владимировна Нечаева-Череватая (умерла в 2000 году, живя последние годы рядом с братом)[2].

## Награды
Церковные:
- Орден святого равноапостольного великого князя Владимира I и II степени,
- Орден преподобного Сергия Радонежского I степени,
- Орден святого благоверного князя Даниила Московского II степени

Государственные:
- Орден Почёта (23 февраля 2001 года) — за большой вклад в возрождение духовно-нравственных традиций и укрепление гражданского мира[22]
- Орден Дружбы народов
- Орден «Знак Почёта»